# John Bates Clark Medal
De John Bates Clark Medal is een teken van verdienste voor economen jonger dan 40 jaar die een belangrijke bijdrage hebben geleverd aan de economische wetenschap. De verdienste wordt ieder jaar verleend door de American Economic Association. In 1947 was Paul Samuelson de eerste winnaar. 
De prijs is vernoemd naar de Amerikaanse econoom John Bates Clark (1847–1938). Het is een Amerikaanse prijs, maar de Amerikaanse nationaliteit is geen vereiste. Economen die in de Verenigde Staten werken, komen ook in aanmerking zoals winnaars Daron Acemoglu, Emmanuel Saez en Esther Duflo die geboren zijn in Turkije, Spanje en Frankrijk. De enige Nederlander die de prijs heeft gewonnen is Hendrik S. Houthakker.
Tot 2009 werd de prijs iedere twee jaar verstrekt, maar daarna ieder jaar. Het is een prestigieuze prijs en wordt alleen overschaduwd door de Nobelprijs voor de economie. Sinds de prijs werd ingesteld, heeft zo’n 40% van de economen ook deze Nobelprijs gekregen. Er lag gemiddeld wel 22 jaar tussen de uitreiking van beide prijzen.